# Thomas Lea
Thomas Lea je americký violista. Studoval na San Francisco Conservatory of Music, stejně jako na Kalifornské univerzitě v Los Angeles. Hrál například s orchestry Dakah Hiphop Orchestra, Fort Smith Symphony a Oklahoma City Philharmonic. Dále hrál na albu M:FANS velšského hudebníka Johna Calea (2016). Během své kariéry spolupracoval s mnoha dalšími hudebníky, mezi něž patří například Raya Yarbrough, Miguel Atwood-Ferguson, Pixie Lott, Kenny Loggins, Hanni El Khatib, Admiral Freebee a Terrence Howard, ale také punková skupina Rancid (album Let the Dominoes Fall, 2009). Rovněž se věnoval pedagogické činnosti.